# 나카자와 다케오
나카자와 다케오(일본어: 中澤武雄, 1913 ~ 1946)는 일본의 수학자이다. 매트로이드 이론을 독자적으로 개발하였다.

## 생애
1913년 2월 5일 일본 고치현에서 태어났다.
독일어로 4개의 논문을 발표했는데, 그 중 앞의 3개가 도쿄 문리과 대학(쓰쿠바 대학의 전신)에서 조수로서 일하고 있던 1935년부터 1938년에 매트로이드 이론을 개발한 것이었다. 마지막 논문이 발표된 후 1938년 (25세) 때 만주국으로 옮겨 거기서 관료로 일했다 . 1945년 소련이 만주를 지배하고 나카자와는 시베리아로 연행되어, 1946년에 소련 하바롭스크 에서 디스트로피로 향년 33세에 사망한다.